# Você Decide
Você Decide foi um programa de televisão brasileiro interativo do tipo teledramaturgia não seriada que foi exibido pela TV Globo entre 1992 e 2000. Em cada episódio eram encenados casos especiais, com um final diferente a ser escolhido pelos telespectadores através de votações via telefone.
Vários atores e apresentadores globais passaram pela bancada do Você Decide: Antônio Fagundes, Tony Ramos, Walmor Chagas, Lima Duarte, Raul Cortez, Susana Werner, Carolina Ferraz, Renata Ceribelli, Celso Freitas e Luciano Szafir.
Você Decide é o segundo programa de teledramaturgia de maior duração da TV Globo, com 9 temporadas e 323 episódios.
No dia 6 de janeiro de 2025, será reprisada pelos canais GNT, Viva e Futura.

## Histórico
Já no quarto episódio, "Achados e Perdidos", o programa causou grande controvérsia: um publicitário desempregado enfrentando graves problemas financeiros (Diogo Vilela), ao fazer uma viagem de avião, senta-se ao lado de um passageiro com problemas cardíacos. O vizinho de assento tem um ataque em pleno voo e pede ao personagem que guarde sua mala, morrendo em seguida. A mala continha grande quantia de dinheiro, que o dono da mala queria doar para um orfanato. O público acabou votando para que o publicitário ficasse com a mala, com o final também monstrando que ele tinha crise de consciência e criava uma campanha de graça para a instituição que seria o destino original. No dia seguinte, o Ministro da Fazenda, Marcílio Marques Moreira fez uma declaração condenando o resultado do programa, considerando-o antiético. Em uma reexibição no programa Na Moral, em 2013, a audiência acabou votando pela entrega da mala, ao contrário do que ocorreu em 1992.
Pouco após a morte de Paulo César Farias, em 1996, um episódio abordou o crime, com a maior audiência do programa até então.
No auge do programa em 1997, a Globo recebia mais de 150 mil chamadas. Na época, o Brasil tinha 17 milhões de linhas fixas em serviço e 4,5 milhões de telefones celulares, segundo números da Anatel.
Reportagem da Folha de S.Paulo de 1998 alegou que a Globo utilizava o Você Decide para testar a reação do público a temas polêmicos. Se houvesse a aceitação, eles passariam a ser abordados nas novelas. O jornal cita como exemplos, o Homossexualismo feminino e o Aborto.
Em 11 de março de 1999 o episódio Mulher 2000 teve seu final exibido apenas nas regiões Norte e Nordeste devido ao blecaute no Brasil e Paraguai em 1999 que afetou boa parte do país na hora do programa.
Em seu último ano de exibição, o programa era exibido as quintas-feiras logo após o Linha Direta, o último programa foi ao ar no dia 17 de agosto de 2000. Na semana seguinte o programa seria extinto, em seu lugar passou a ser exibida a minissérie Aquarela do Brasil. Grandes nomes da teledramaturgia brasileira participaram dos episódios, sendo que alguns atores chegaram a participar de cerca de oito episódios.
Alguns episódios foram reprisados de 2 a 20 de julho de 2001, no Vale a Pena Ver de Novo, apresentados por Susana Werner, numa tentativa de levantar a audiência do horário, em baixa desde a reprise da novela Tropicaliente, no ano anterior. No entanto, a audiência do Você Decide sempre continua pior do que qualquer outra novela havia registrado até então – alguns episódios quase ficaram em terceiro lugar, atrás do SBT e da Record.
Além disso, a Globo sofria pressões do Ministério Público do Brasil por reprisar, sem cortes, episódios cuja classificação original era de 14 anos, proibidos no horário da tarde, de classificação livre.
A rejeição à reprise do Você Decide foi tão grande que motivou a criação de um site, anônimo, que continha um texto se posicionando contra a decisão global e uma enquete em que a permanência das novelas no Vale a Pena Ver de Novo vencia por larga margem. Com o total fracasso do Você Decide, logo na segunda semana de reprise dos episódios, a emissora resolveu reapresentar pela segunda vez a novela A Gata Comeu, que rapidamente recuperou a audiência perdida.

## Apresentadores
| Apresentadores   | Anos | Anos | Anos | Anos | Anos | Anos | Anos | Anos | Anos |
| Apresentadores   | 1992 | 1993 | 1994 | 1995 | 1996 | 1997 | 1998 | 1999 | 2000 |
| ---------------- | ---- | ---- | ---- | ---- | ---- | ---- | ---- | ---- | ---- |
| Antônio Fagundes |      | —    | —    | —    | —    | —    | —    | —    | —    |
| Walmor Chagas    |      | —    | —    | —    | —    | —    | —    | —    | —    |
| Lima Duarte      | —    |      | —    | —    | —    | —    | —    | —    | —    |
| Carolina Ferraz  | —    |      | —    | —    | —    | —    | —    | —    | —    |
| Raul Cortez      | —    |      |      |      | —    | —    | —    | —    | —    |
| Tony Ramos       | —    |      |      |      |      |      |      | —    | —    |
| Celso Freitas    | —    | —    | —    | —    | —    | —    |      |      | —    |
| Luciano Szafir   | —    | —    | —    | —    | —    | —    | —    |      |      |
| Susana Werner    | —    | —    | —    | —    | —    | —    | —    | —    |      |

## Tentativa de retorno
Em 2016 a emissora planejou um retorno para o programa com novos episódios. Entre os possíveis apresentadores, cogitou-se Antônio Fagundes, que foi o primeiro apresentador do programa, ou Patrícia Poeta. Em 2017 João Falcão foi escalado como diretor e um episódio piloto foi escrito, embora nunca gravado, uma vez que o projeto foi rejeitado pela direção de dramaturgia e foi cancelado.